# Rabbit in Your Headlights

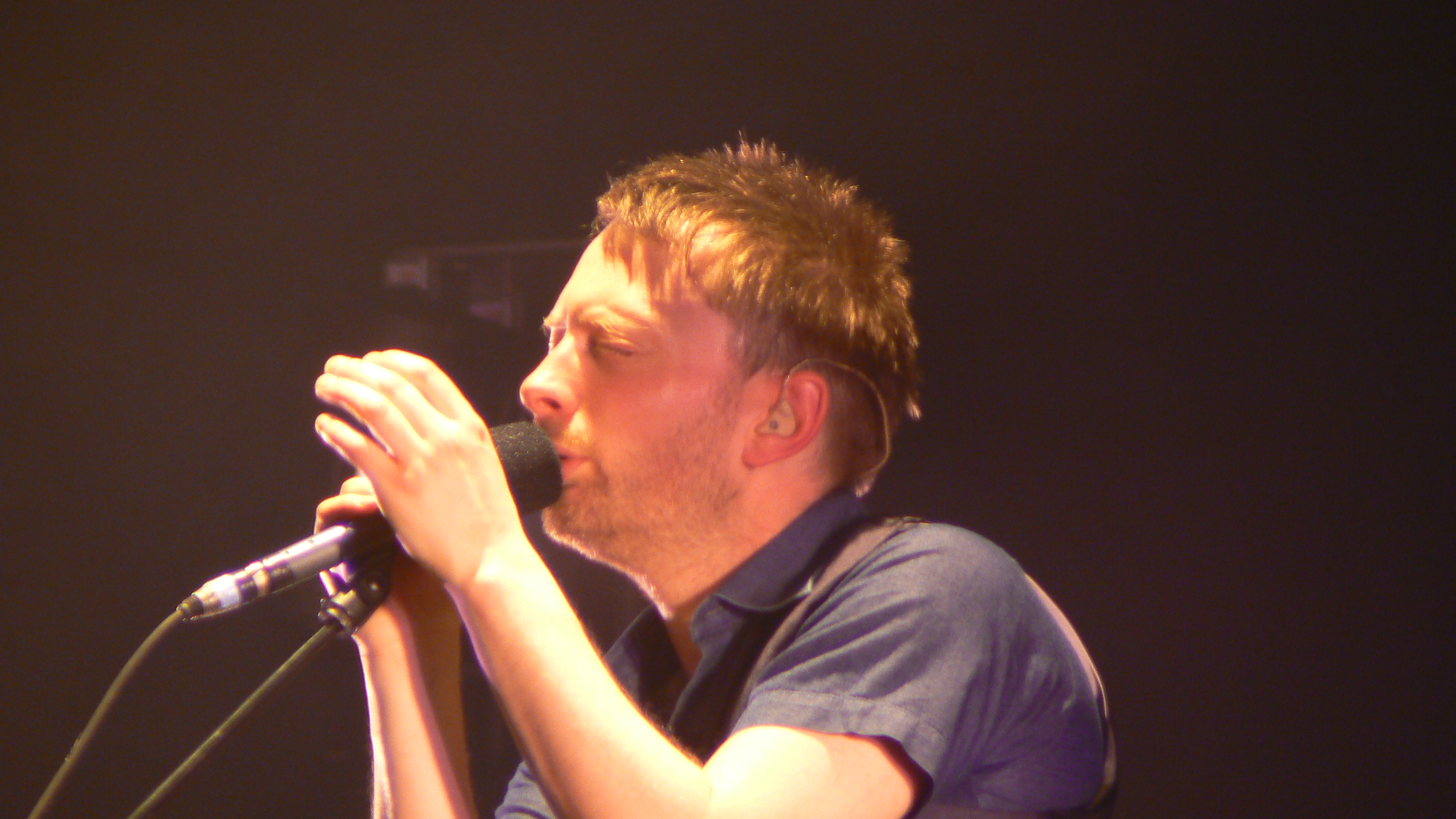
Исполнитель вокальной партии Thom Yorke

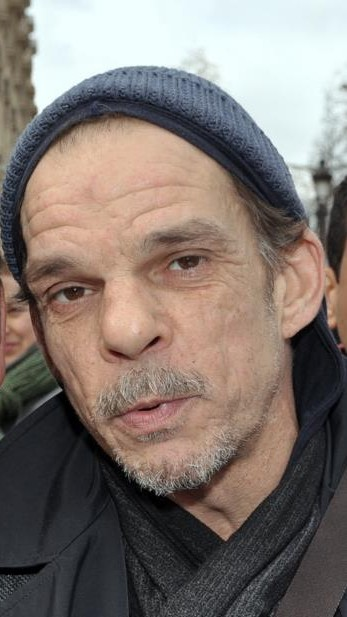
Исполнитель главной роли в видеоклипе Denis Lavant

Rabbit in Your Headlights — песня британского электронного дуэта UNKLE. Была выпущена как сингл с дебютного альбома Psyence Fiction (1998). Вокальную партию в песне исполняет Том Йорк (Radiohead).
В середине вставлен семпл из фильма «Лестница Иакова».
В ноябре 1998 года вышел видеоклип (режиссёр Джонатан Глейзер, в главной роли Дени Лаван).